# Panicum scabridum
Panicum scabridum är en gräsart som beskrevs av Johann es Christoph Christian Döll. Panicum scabridum ingår i släktet vipphirser, och familjen gräs. Inga underarter finns listade i Catalogue of Life.